# Slevenszky Lajos
Slevenszky Lajos (Nagybánya, 1910. november 16. – Nagybánya, 1975. június 14.) erdélyi magyar festő, díszlettervező. 

## Életútja, munkássága
Művészeti tanulmányait a nagybányai festőiskolában kezdte (1925–29), majd a budapesti Képzőművészeti Főiskolán Réti István növendékeként folytatta (1929–31). Szülővárosába hazatérve bekapcsolódott a művésztelep életébe, a Nagybányai Festők Társaságának törzstagjává választották (1936). Tájképeket, nagybányai utcarészleteket, portrékat festett. Korai munkáin unokaöccsének, Maticska Jenőnek, a későbbieken Réti Istvánnak és Thorma Jánosnak a hatása érződik. A második világháború után a nagybányai Állami Színház díszlettervezője volt.